# 제임스 오어
제임스 오어(James Orr, 1770년 - 1816년)는 아일랜드의 시인이다. 얼스터에서 rhyming weaver, Bard of Ballycarry의 작가로 알려져 있다. 제임스 오어는 스코트어와 영어로 썼다. 그가 얼스터 웨버(Ulster Weaver) 시들과 로버트 번스(Robert Burns)에 관련된 것등 주요한 것들을 썼다. 존 히위트(John Hewitt)라는 얼스터의 대시인에 따르면, 제임스 오어는 번스보다 어떤 것을 만들어냈다.
오어는 1791년에 아일랜드인 연맹 사회에서 민족주의자로 참가했고 아일랜드 폭동에 참가했다. 그가 지원하던 얼스터 유나이티드 군대는 앤트림 전투에서 영국군에게 패했다. 지도자가 전투 뒤에 어디론가로 도피한 뒤에는 그는 미국으로 망명했다. 제임스 오어는 짧은 기간에 체류했고 신문파는 일을 했다. 그러나 1802년에 볼리캐리에서 대사로 다시 얼스터로 돌아와야 했다. 1816년 4월 24일에 어느 마을에서 죽었다.

## 같이 보기
- 북아일랜드의 작가 목록